# تاتیانا اورتیز
تاتیانا اورتیز (انگلیسی: Tatiana Ortiz؛ زادهٔ ۱۲ ژانویهٔ ۱۹۸۴) ورزشکار ورزش شنا اهل مکزیک است.
وی در مسابقات کشوری و بین‌المللی در مجموع برندهٔ ۳ مدال طلا، ۳ مدال نقره، ۱ مدال برنز شده‌است.